# 耐火材料

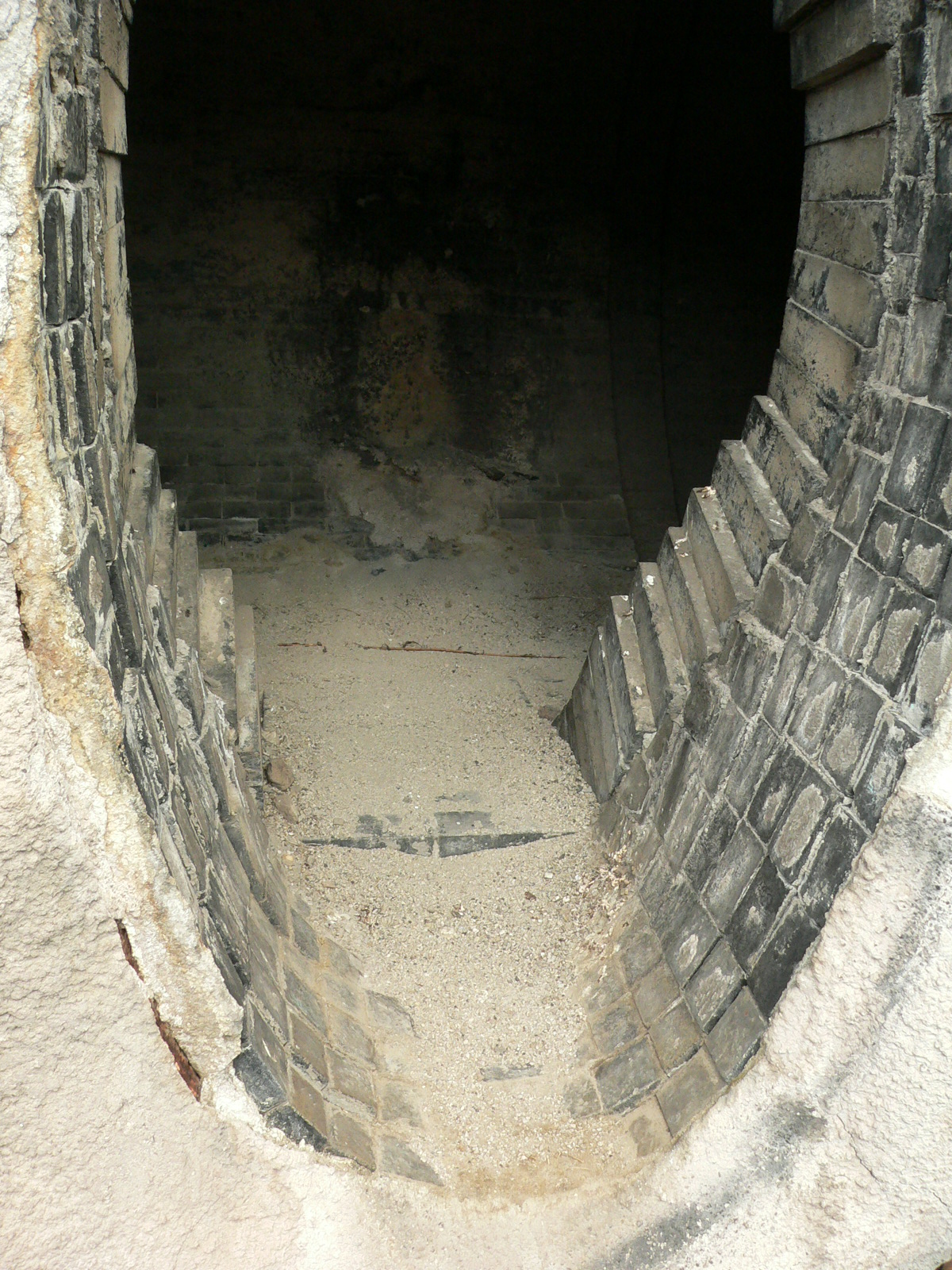
运输铁水的鱼雷罐车，内部构造为耐火砖

耐火材料的定义各国规定有所不同：ISO出版的国际标准中规定，耐火材料是指耐火度至少为1500℃的无机非金属材料；在中国，耐火材料是耐火度不低于1580℃的无机非金属材料。目前有些特定的材料，如炼钢用的保护渣，其耐火度仅1200℃，但传统上也称之为耐火材料。
耐火材料被用来制造炉、窑、垃圾焚化炉、核反应堆、坩埚、模具。如今，钢铁行业使用了生产出来的大约70%的耐火材料。

## 耐火材料
耐火材料必须在高温下保持化学和物理性质稳定。取决于操作环境，它们必须能抵抗热冲击、在化学性质上是惰性的，或是有特殊范围的热导率以及热胀冷缩系数。
氧化铝、二氧化硅、氧化镁是制造耐火材料里最重要的原料。另两种常见的原料是钙（石灰）的氧化物以及耐火粘土。
有些特定的应用需要特殊的耐火材料。 二氧化锆被用来制作可以耐非常高温的材料。 另有碳化硅和碳（石墨）被用来制作可以耐非常强烈高温的材料，但它们不能接触氧气，因为会起氧化还原反应从而燃烧。
二元化合物（例如碳化钨、氮化硼）可以非常耐高温。碳化铪是已知的最耐高温的二元化合物，熔点达到3890 °C。 三元化合物中的碳化钽铪是已知的熔点最高的化合物（4215 °C）。

## 种类
耐火材料的种类很多，可以有很多分类方法。
- 按耐火度高低分为：
  - 普通耐火材料（1580～1770℃）（如耐火粘土（英语：Fire clay））
  - 高级耐火材料（1770～2000℃）（如亚铬酸盐）
  - 特级耐火材料（2000℃以上）（如二氧化锆）
- 按化学特性可分为：
  - 酸性耐火材料
  - 中性耐火材料
  - 碱性耐火材料

还有用于特殊场合的耐火材料。 

## 脚注
1. ↑   (PDF). The Journal of The Southern African Institute of Mining and Metallurgy. 2008, 106 (September): 1–16  [22 April 2016]. （原始内容 (PDF)存档于2020-09-20）.
2. ↑  Groover, Mikell P. . John Wiley & Sons. 2010-01-07. ISBN 9780470467008 （英语）.
3. ↑  Sonntag, Kiss, Banhidi, Weber. . Ceramic forum international. 2009, 86 (4): 29–34.
4. ↑  Roza, Greg. . The Rosen Publishing Group. 2009. ISBN 9781435850705 （英语）.
5. ↑  Hugh O. Pierson. . William Andrew. 1992: 206–  [22 April 2011]. ISBN 978-0-8155-1300-1.
6. ↑  Hafnium （页面存档备份，存于）, Los Alamos National Laboratory
7. ↑  . McGraw-Hill. 1977: 360  [22 April 2011]. ISBN 978-0-07-079590-7.
8. ↑  . Encyclopædia Britannica. Encyclopædia Britannica, Inc.  [17 December 2010]. （原始内容存档于2009-12-16）.